# Alleuscelus deletangi
Alleuscelus deletangi es una especie de coleóptero de la familia Attelabidae.

## Distribución geográfica
Habita en Bolivia.